# Jerzy Banaśkiewicz
Jerzy Wojciech Banaśkiewicz (ur. 22 kwietnia 1937 w Skarżysku-Kamiennej, zm. 6 lutego 2011 w Radomiu) – polski ksiądz, protonotariusz apostolski, poeta.
Duszpasterz akademicki, współorganizator pomocy dla rodzin represjonowanych w PRL, kapelan radomskiego Klubu Inteligencji Katolickiej, a także współorganizator i uczestnik przygotowań pielgrzymek Jana Pawła II do Polski.
W latach 1998-2011 dziekan dekanatu Radom-Południe i proboszcz parafii św. Teresy od Dzieciątka Jezus na radomskich Borkach.

## Życiorys
W 1961 roku ukończył Wyższe Seminarium Duchowne w Sandomierzu, a sześć lat później Katolicki Uniwersytet Lubelski na wydziale Filozofii Chrześcijańskiej. 27 maja 1961 roku przyjął święcenia kapłańskie w katedrze w Sandomierzu. Do 1963 roku był wikariuszem w parafii Nawiedzenia Najświętszej Maryi Panny w Garbatce-Letnisko, w latach 1967–1969 w parafii św. Trójcy w Starachowicach, a w latach 1969–1998 w parafii Opieki Najświętszej Maryi Panny w Radomiu.
W latach 1976–1981 organizował pomoc represjonowanym i ich rodzinom w Radomiu. W latach 1979–1985 organizował Tygodnie Kultury Chrześcijańskiej w radomskich kościołach. Od sierpnia 1980 do 1985 r. był kolporterem niezależnych wydawnictw takich jak „Strajkowy Biuletyn Informacyjny «S»”, „Tygodnik Solidarność” i „Biuletyn Informacyjny Gdańskiego Komitetu Obrony za Przekonania”.
W 1981 założył Klub Inteligencji Katolickiej w Radomiu, którego został członkiem i kapelanem. W okresie od 26 października do 13 grudnia 1981 uczestniczył w strajku studenckim w Wyższej Szkole Inżynierskiej w Radomiu jako duszpasterz strajkujących. W tym czasie niósł pomoc duchową więzionym, a także materialną ich rodzinom. Do 1 stycznia 1982 roku z jego inicjatywy odbyły się msze święte z informacjami o uwięzionych.
W 1983 roku współorganizował spotkania Jana Pawła II z młodzieżą na Jasnej Górze. W latach 1987 i 1991 uczestniczył w przygotowaniach do pielgrzymek Ojca Świętego do Polski.
W latach 1982–1983 prowadził również kolportaż podziemnych wydawnictw okolicznościowych z Ośrodka Odosobnienia w Warszawie-Białołęce i Kielcach-Piaskach. Wspierał działalność Komitetu Pomocy Internowanym, a następnie Komitetu Pomocy Aresztowanym.
Do 1985 r. był współorganizatorem Duszpasterstwa Ludzi Pracy przy parafii Opieki Najświętszej Maryi Panny w Radomiu. Wygłaszał homilie m.in. podczas mszy rocznicowych: 3 maja, 11 listopada i wydarzeń Czerwca 1976. Do 1990 roku współorganizował także pomoc żywnościową i medyczną z darów otrzymanych w kraju i z zagranicy dla rodzin osób represjonowanych.
Współpracował również z diecezjalną rozgłośnią Radio AVE, przygotowując cotygodniową audycję autorską Światło i sól. Ewangelia dziś. Wydał 4 tomy Konferencji Radiowych, które w latach 1995–2000 wygłaszane były na antenie Katolickiego Radia Ave.
W 1985 roku został pracownikiem naukowo-dydaktycznym w Wyższym Seminarium Duchownego w Radomiu, natomiast w 1998 dziekanem dekanatu Radom-Południe oraz proboszczem parafii św. Teresy od Dzieciątka Jezus na radomskich Borkach.
Zmarł w niedzielę o godz. 9.57, 6 lutego 2011 roku. Tłumy wiernych i 240 księży uczestniczyło w uroczystościach pogrzebowych, które odbyły się 8 i 9 lutego w kościele św. Teresy. Pierwszą, wtorkową część pogrzebu poprowadził bp Adam Odzimek, w asyście biskupów: Henryka Tomasika, Stefana Siczka i biskupa-seniora Edwarda Materskiego, który tego dnia wygłosił homilię. Drugiego dnia odbyła się msza święta pogrzebowa i eksportacja na cmentarz przy ul. Limanowskiego. Ciało pochowano w grobowcu, w którym w 1980 roku został pochowany ks. Andrzej Łukasik – pierwszy proboszcz parafii na Borkach. Mszy świętej przewodniczył bp Henryk Tomasik, natomiast homilię wygłosił bp Stefan Siczek.
Ksiądz infułat Jerzy Banaśkiewicz został pośmiertnie odznaczony przez prezydenta Rzeczypospolitej Polskiej Bronisława Komorowskiego Krzyżem Kawalerskim Orderu Odrodzenia Polski.
8 października 2012 roku w radomskiej katedrze odbyła się premiera filmu "Ksiądz – Przyjaciel – Poeta" o ks. Jerzym Banaśkiewiczu, wyprodukowane przez Ośrodek Kultury i Sztuki "Resursa Obywatelska". Film jest podróżą, którą każdy z zaproszonych gości odbywa indywidualnie, ale w kontekście spotkania z księdzem Banaśkiewiczem. W produkcji filmowej udział wzięli przyjaciele księdza Banaśkiewicza, których wspomnienia sięgają odległych czasów młodości i wspólnie spędzonych chwil.

## Poezja
Autor książek: Zapisane liryką (2005), Za ziemią Boga zatęsknisz (2007). O poezji ks. Banaśkiewicza Roman Brandstaetter pisał, że powstała na skrzyżowaniu liryki i filozofii i stanowi kolekcję przepięknych, delikatnych fresków, często o pastelowej tonacji. Ale pod tym pastelowym kolorem bije gorący żywioł poetycki.